# Lax Kw'alaams
Lax Kw'alaams, également appelé Port Simpson, est une réserve autochtone située en Colombie-Britannique, au Canada, non loin de la ville de Prince Rupert. Le nom en lui-même dérive du terme Laxłgu'alaams (également orthographié sous "Lach Goo Alams"), qui signifie "place des roses sauvages". La réserve regroupe 9 des 14 tribus Tsimshians.

## Histoire
Lax Kw'alaams est un ancien campement de la tribu des Gispaxlo'ots, qui fut reconverti en 1834 en poste de traite des fourrures par la Compagnie canadienne de la Baie d'Hudson. C'est lors de cette période qu'il hérita du nom de Fort Simpson, avant de connaître celui de Port Simpson. Cette transformation s'expliquait par la volonté des Britanniques de saper à l'époque la domination américaine du commerce de la fourrure maritime, qui contrôlait une grande partie des côtes. Il faudra attendre jusqu'en 1857 pour voir arriver les premières tentatives de christianisation, avec l'arrivée des missionnaires anglais méthodistes William Duncan et Thomas Crosby. Ce n'est que bien des années plus tard, après l'indépendance du Canada et la reconnaissance par ce dernier de la tribu, que le village abandonna l'appellation de Port Simpson pour retrouver celle de Lax Kw'alaams. Récemment, la communauté a rejeté l'offre du gouvernement canadien visant à céder contre un milliard de dollars ses droits territoriaux afin d'édifier un terminal maritime et une usine de gaz naturel,.

## Démographie
En 1857, le missionnaire William Duncan a estimé la population de Lax-Kw'alaams à 2300 villageois, résidant tous dans un ensemble de 140 maisons. Peu après son départ, une épidémie de variole causa la mort d'environ 500 habitants, réduisant considérablement la population du village. Aujourd'hui, on estime que 3725 individus résident dans la réserve fédérale de Lax Kw'alaams.
| 1857  | 1983 | 2009  | 2015  | - | - |
| ----- | ---- | ----- | ----- | - | - |
| 2 300 | 882  | 3 219 | 3 725 | - | - |

## Personnalités liées au village
- Frederick Alexcee, artiste
- William Beynon, ethnologiste et chef héréditaire
- Alfred Dudoward, chef héréditaire
- Bill Helin, artiste
- Chef William Jeffrey, chef héréditaire et sculpteur
- Paul Legaic
- Odille Morison, linguiste et collectionneuse d'artefacts
- William Henry Pierce, missionnaire et mémorialiste
- Terry Starr, artiste
- Henry W. Tate, historien
- Arthur Wellington Clah, chef héréditaire et chroniqueur
- Calvin Helin, auteur et homme d'affaires
- Kerry Moraes